# Золота осінь
«Золота осінь» — радянський художній фільм 1980 року, знятий режисером Толомушем Окєєвим на кіностудії «Киргизфільм».

## Сюжет
Сорокарічний коментатор, підбиваючи підсумки свого життя і зрозумівши, що добробут його суто зовнішній і по суті ним не зроблено нічого істотного, їде в рідний аул, де, як він сподівається, йому вдасться зробити крок до свого справжнього покликання.

## У ролях
- Досхан Жолжаксинов — Мурат Ерматов
- Аїда Юнусова — дружина Мурата
- Раїса Мухамедьярова — Рахіма Караївна, заступник редактора
- Дімаш Ахімов — Бейшенбай
- Совєтбек Джумадилов — гість
- Хамар Адамбаєва — Алтин
- Джамал Сейдакматова — Алмас, тітка Мурата
- Макіль Куланбаєв — батько
- Алмаз Киргизбаєв — роль другого плану
- Асек Джумабаєв — голова
- Шайлобек Аликулов — Шайло
- Булат Мінжилкієв — роль другого плану
- Мамбет Мамакєєв — роль другого плану
- Орозбек Кутманалієв — гість
- Лідія Ашрапова — роль другого плану
- Джумаш Сидикбекова — роль другого плану

## Знімальна група
- Режисер — Толомуш Окєєв
- Сценарист — Мар Байджиєв
- Оператор — Кадиржан Кидиралієв
- Композитор — Таштан Ерматов
- Художник — Олексій Макаров